# Patrimoni de la Humanitat

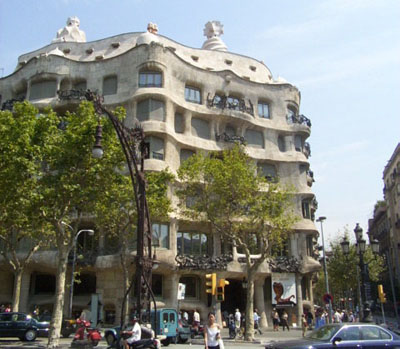
La Casa Milà, a Barcelona.

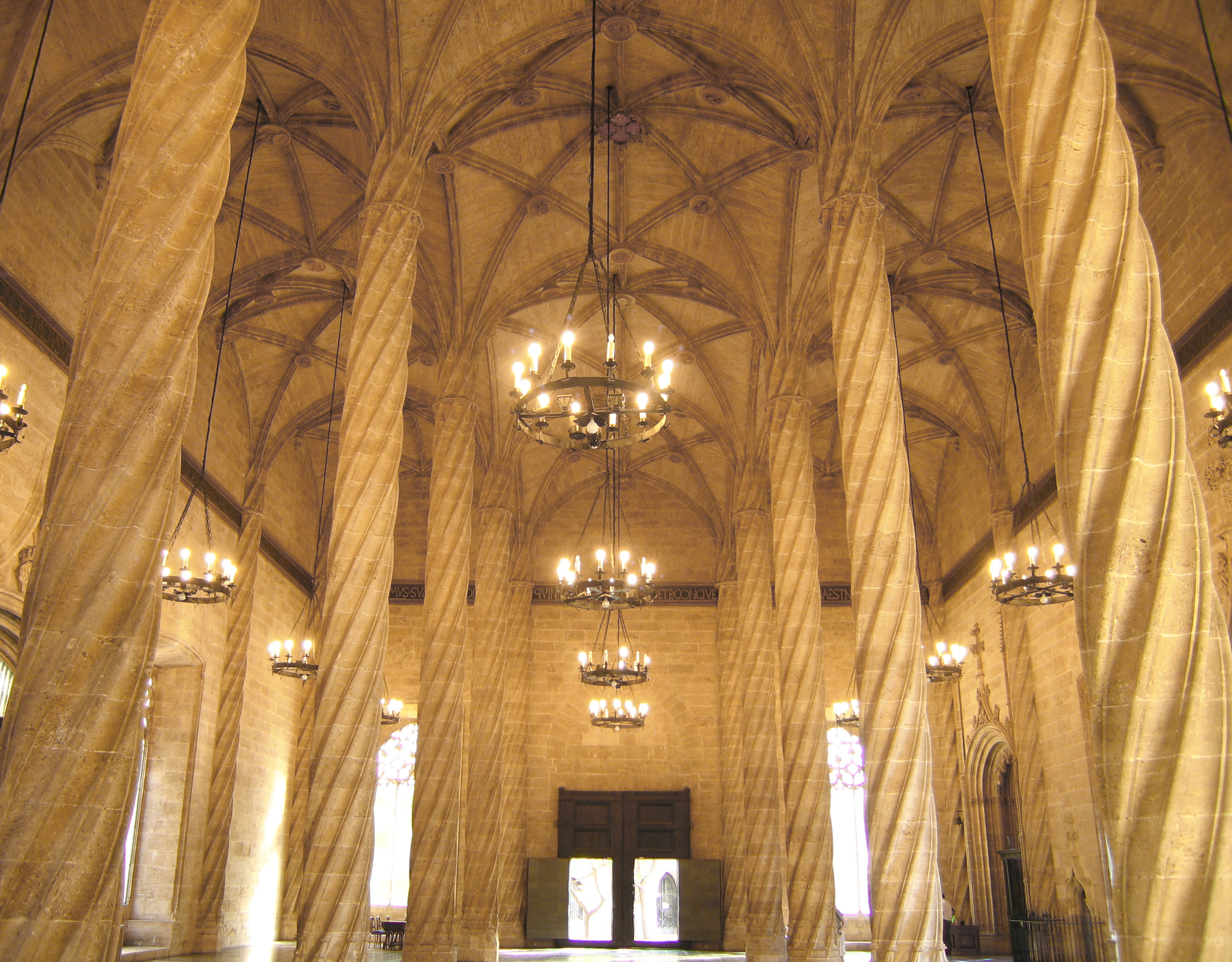
La Llotja de la Seda, a València.

El Patrimoni de la Humanitat (en anglès World Heritage) és un pla de protecció dels béns culturals i naturals del món, proposat per l'Organització de les Nacions Unides per a l'Educació, la Ciència i la Cultura (UNESCO), a través de la "Convenció sobre la Protecció del Patrimoni Mundial Cultural i Natural", aprovat el 1972. També és conegut amb altres noms com ara Patrimoni Mundial de la Humanitat, Patrimoni Comú de la Humanitat, Patrimoni Cultural de la Humanitat (en el cas dels béns culturals) o Patrimoni Natural de la Humanitat (pel que fa als béns naturals).
Amb data d'agost del 2024, conformen la llista del Patrimoni de la Humanitat 1.223 béns, dels quals 952 són culturals, 231 naturals i 40 mixtos (culturals i naturals), pertanyents a un total de 168 estats. Amb 60 espais seleccionats, Itàlia és el país amb més llocs, seguit de la República Popular de la Xina, amb 59, i Alemanya, amb 54.
Des de la instauració el 1977, només tres béns han perdut la distinció de la UNESCO: la reserva de l'òrix blanc d'Oman el 2007, la Vall de l'Elba a Dresden (Alemanya) el 2009 i la Ciutat Marítima Mercantil de Liverpool (Gran Bretanya) el 2021.
Un cas a part és el Patrimoni Cultural Immaterial (en anglès: Intangible Cultural Heritage; ICH), els primers elements del qual, anomenats aleshores Obra Mestra del Patrimoni Oral i Immaterial de la Humanitat, foren proclamats l'any 2001, i des de llavors la llista s'ha anat ampliant regularment, de manera que actualment hi ha catalogats centenars elements arreu del món, entre els quals la Patum de Berga, el Misteri d'Elx, el Tribunal de les Aigües de València, els castells o el Cant de la Sibil·la. Vegeu la llista del Patrimoni Cultural Immaterial de la Humanitat als Països Catalans.

## Criteris de selecció
Fins a 2004, hi havia sis criteris en l'àmbit cultural i quatre en l'àmbit natural. El 2005 això es va modificar perquè només hi hagi un grup de deu criteris. Per ser inclòs en la llista del Patrimoni de la Humanitat un lloc ha de tenir un «valor universal excel·lent» i ha de satisfer almenys un dels següents criteris de selecció.
Criteris culturals

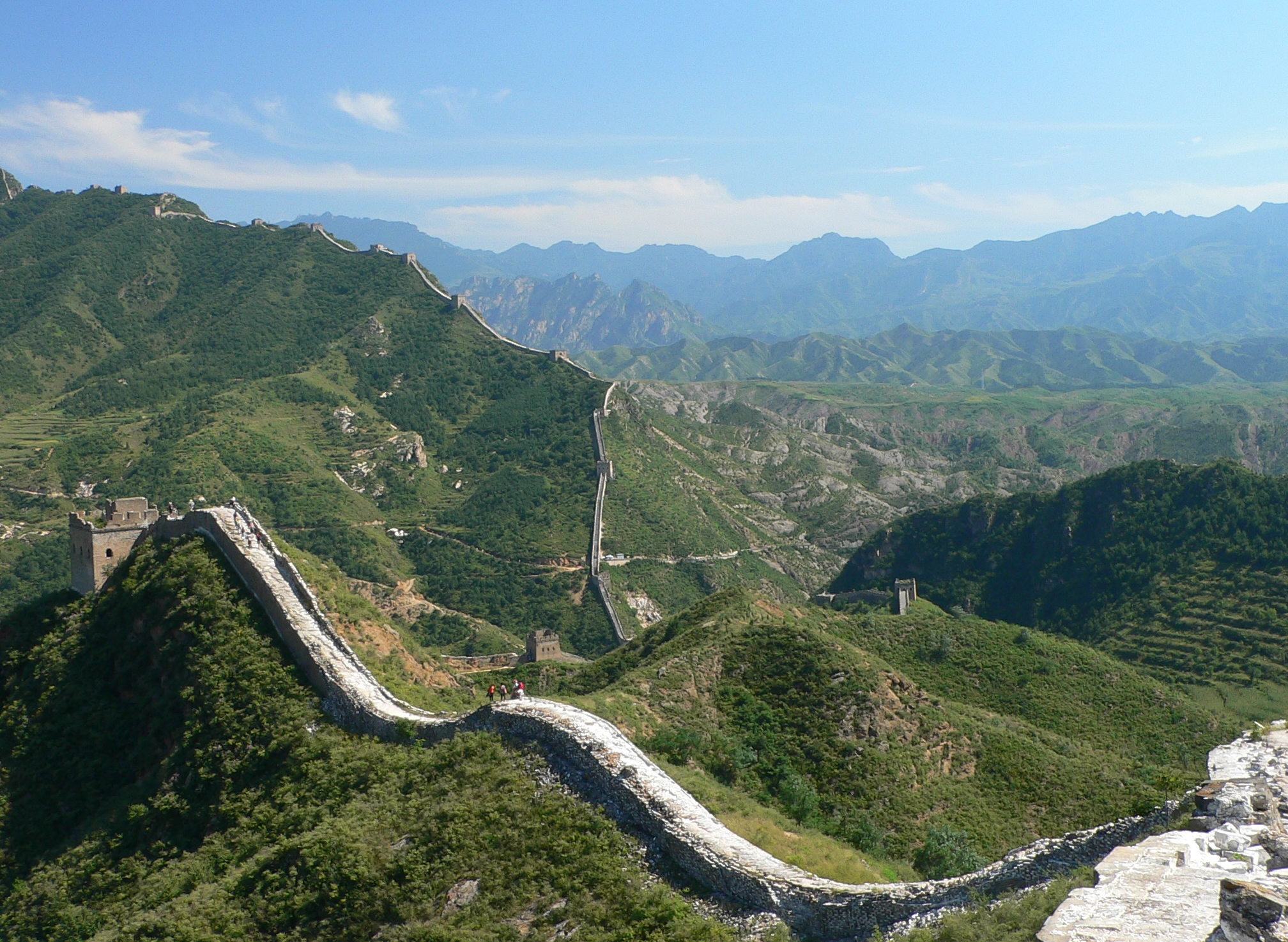
Lloc núm. 438: la Gran Muralla Xinesa.

- I - representar una obra mestra del geni creatiu humà;
- II - testimoniar un important intercanvi de valors humans al llarg d'un període o dintre d'una àrea cultural del món, en el desenvolupament de l'arquitectura o la tecnologia, les arts monumentals, l'urbanisme o el disseny paisatgístic;
- III - aportar un testimoniatge únic o almenys excepcional d'una tradició cultural o d'una civilització existent o ja desapareguda;
- IV - oferir un exemple eminent d'un tipus d'edifici, d'un conjunt arquitectònic o tecnològic o d'un paisatge, que il·lustri una etapa significativa de la història humana;
- V - ser un exemple eminent d'una tradició d'assentament humà, d'utilització del mar o de la terra, que sigui representativa d'una cultura (o cultures), o de la interacció humana amb el medi ambient, especialment quan aquest es torni vulnerable enfront de l'impacte de canvis irreversibles;
- VI - estar directament o tangiblement associat amb esdeveniments o tradicions vives, amb idees o amb creences, amb treballs artístics i literaris d'una destacada significació universal. (El comitè considera que aquest criteri ha d'estar preferentment acompanyat d'altres criteris);

Criteris naturals
- VII - contenir fenòmens naturals superlatius o àrees d'excepcional bellesa natural i importància estètica;
- VIII - ser un dels exemples representatius d'importants etapes de la història de la terra, incloent-hi testimoniatges de la vida, processos geològics creadors de formes geològiques o característiques geomòrfiques o fisiogràfiques significatives;
- IX - ser un dels exemples eminents de processos ecològics i biològics en el curs de l'evolució dels ecosistemes;
- X - contenir els hàbitats naturals més representatius i més importants per a la conservació de la biodiversitat, incloent-hi aquells que contenen espècies amenaçades de destacat valor universal des del punt de vista de la ciència i del conservacionisme.

Des del 1992 el conjunt resultant de la interacció entre l'home i el medi ambient és reconegut com a paisatge cultural.

## Sessions del Comitè del Patrimoni de la Humanitat
El Comitè del Patrimoni de la Humanitat es reuneix diverses vegades l'any per discutir mesures en la gerència dels llocs existents considerats Patrimoni de la Humanitat, i per acceptar les nominacions dels països interessats. A la Sessió del Comitè del Patrimoni de la Humanitat, una vegada l'any, els nous llocs són oficialment inscrits en la llista del patrimoni, després de les presentacions fetes per la Unió Internacional per a la Conservació de la Natura (UICN) o Consell Internacional dels Monuments i Llocs Històrics (ICOMOS), i de les deliberacions dels estats membres.
La sessió anual se celebra en diverses ciutats d'arreu del món. Amb l'excepció d'aquelles celebrades a París, on hi ha l'oficina general de la UNESCO, només els estats membres del Comitè tenen dret a celebrar una sessió, prèvia aprovació del Comitè.
| Sessió | Any  | Data                            | Ciutat            | Estat           |
| ------ | ---- | ------------------------------- | ----------------- | --------------- |
| 1      | 1977 | 27 de juny - 1 de juliol        | París             | França          |
| 2      | 1978 | 5 de setembre - 8 de setembre   | Washington        | Estats Units    |
| 3      | 1979 | 22 d'octubre - 26 d'octubre     | el Caire i Luxor  | Egipte          |
| 4      | 1980 | 1 de setembre - 5 de setembre   | París             | França          |
| 5      | 1981 | 26 d'octubre - 30 d'octubre     | Sydney            | Austràlia       |
| 6      | 1982 | 13 de desembre - 17 de desembre | París             | França          |
| 7      | 1983 | 5 de desembre - 9 de desembre   | Florència         | Itàlia          |
| 8      | 1984 | 29 d'octubre - 2 de novembre    | Buenos Aires      | Argentina       |
| 9      | 1985 | 2 de desembre - 6 de desembre   | París             | França          |
| 10     | 1986 | 24 de novembre - 28 de novembre | París             | França          |
| 11     | 1987 | 7 de desembre - 11 de desembre  | París             | França          |
| 12     | 1988 | 5 de desembre - 9 de desembre   | Brasília          | Brasil          |
| 13     | 1989 | 11 de desembre - 15 de desembre | París             | França          |
| 14     | 1990 | 7 de desembre - 12 de desembre  | Banff             | Canadà          |
| 15     | 1991 | 9 de desembre - 13 de desembre  | Cartago           | Tunísia         |
| 16     | 1992 | 7 de desembre - 14 de desembre  | Santa Fe          | Estats Units    |
| 17     | 1993 | 6 de desembre - 11 de desembre  | Cartagena         | Colòmbia        |
| 18     | 1994 | 12 de desembre - 17 de desembre | Phuket            | Tailàndia       |
| 19     | 1995 | 4 de desembre - 9 de desembre   | Berlín            | Alemanya        |
| 20     | 1996 | 2 de desembre - 7 de desembre   | Mérida            | Mèxic           |
| 21     | 1997 | 1 de desembre - 6 de desembre   | Nàpols            | Itàlia          |
| 22     | 1998 | 30 de novembre - 5 de desembre  | Kyoto             | Japó            |
| 23     | 1999 | 29 de novembre - 4 de desembre  | Marràqueix        | Marroc          |
| 24     | 2000 | 27 de novembre - 2 de desembre  | Cairns            | Austràlia       |
| 25     | 2001 | 11 de desembre - 16 de desembre | Hèlsinki          | Finlàndia       |
| 26     | 2002 | 24 de juny - 29 de juny         | Budapest          | Hongria         |
| 27     | 2003 | 30 de juny - 5 de juliol        | París             | França          |
| 28     | 2004 | 28 de juny - 7 de juliol        | Suzhou            | Xina            |
| 29     | 2005 | 10 de juliol - 17 de juliol     | Durban            | Sud-àfrica      |
| 30     | 2006 | 8 de juliol - 16 de juliol      | Vílnius           | Lituània        |
| 31     | 2007 | 23 de juny - 1 de juliol        | Christchurch      | Nova Zelanda    |
| 32     | 2008 | 2 de juliol - 10 de juliol      | Quebec            | Canadà          |
| 33     | 2009 | 22 de juny - 30 de juny         | Sevilla           | Espanya         |
| 34     | 2010 | 25 de juliol - 3 d'agost        | Brasília          | Brasil          |
| 35     | 2011 | 19 de juny – 29 de juny         | París             | França          |
| 36     | 2012 | 24 de juny – 6 de juliol        | Sant Petersburg   | Rússia          |
| 37     | 2013 | 16 de juny - 23 de juny         | Phnom Penh        | Cambodja        |
| 38     | 2014 | 15 de juny - 25 de juny         | Doha              | Qatar           |
| 39     | 2015 | 28 de juny - 8 de juliol        | Bonn              | Alemanya        |
| 40     | 2016 | 10 de juliol - 20 de juliol     | Istanbul          | Turquia         |
| 41     | 2017 | 2 de juliol - 12 de juliol      | Cracòvia          | Polònia         |
| 42     | 2018 | 24 de juny - 4 de juliol        | Al-Manama         | Bahrain         |
| 43     | 2019 | 30 de juny - 10 de juliol       | Bakú              | Azerbaidjan     |
| 44     | 2021 | 16 de juliol - 31 de juliol     | Fuzhou (en línia) | R.P. de la Xina |
| 45     | 2023 | 10 de setembre - 25 de setembre | Riad              | Aràbia Saudita  |
| 46     | 2024 | 21 de juliol - 31 de juliol     | Nova Delhi        | Índia           |
| 47     | 2025 | TBA                             | Sofia             | Bulgària        |
| Font   |      |                                 |                   |                 |

## Béns del Patrimoni de la Humanitat

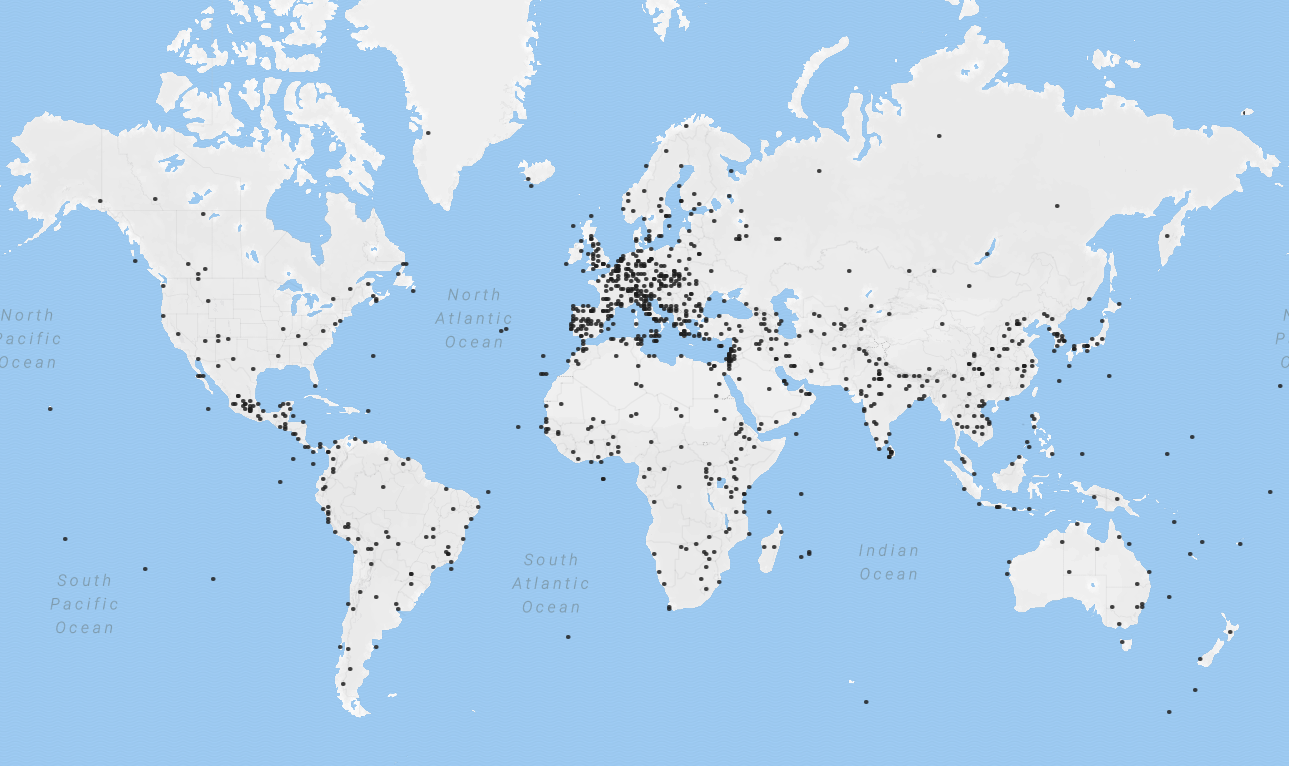
Patrimoni de la Humanitat per la UNESCO

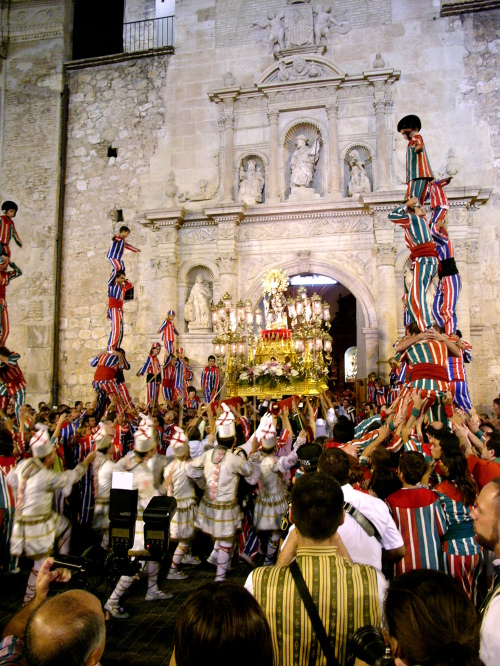
Les Festes de la Mare de Déu de la Salut estan declarades com a Patrimoni Immaterial de la Humanitat, atorgat per la UNESCO el novembre de 2011.

La UNESCO s'esforça a respectar un equilibri entre els continents en l'atribució de la classificació de Patrimoni de la Humanitat. Des de l'origen, Europa és sobrerepresentada, però l'aparició d'indrets naturals excepcionals contribueix a una harmonització geogràfica. Els  1.223 béns catalogats actualment (952 culturals, 231 naturals i 40 mixtos) són repartits a 168 estats i es classifiquen en les següents regions geogràfiques:
- Àfrica (la part subsahariana)
- Amèrica Llatina (inclou el Carib)
- Àsia i el Pacífic (inclou Oceania)
- Estats àrabs (Àfrica del Nord i Orient Mitjà)
- Europa i Amèrica del Nord (Estats Units i el Canadà)

El criteri d'agrupament de les diverses regions resulta molt singular. Rússia i els estats del Caucas, que es troben a cavall d'Europa i Àsia, són classificats com a pertanyents a la zona d'Europa i Amèrica del Nord, no a la d'Àsia i el Pacífic. Israel no es classifica dins dels Estats Àrabs ni dins d'Àsia, com li pertocaria per raons geogràfiques, sinó també dins la zona d'Europa.

### Béns del Patrimoni de la Humanitat per regions (2024)
| Zona                       | Natural | Cultural | Mixt | Total |
| -------------------------- | ------- | -------- | ---- | ----- |
| Àfrica                     | 61      | 42       | 5    | 108   |
| Amèrica Llatina i el Carib | 103     | 39       | 8    | 150   |
| Àsia i el Pacífic          | 211     | 73       | 12   | 296*  |
| Estats àrabs               | 87      | 6        | 3    | 96    |
| Europa i Amèrica del Nord  | 490     | 71       | 12   | 573*  |
| Total                      | 952     | 231      | 40   | 1.223 |

| *La conca de l'Uvs Nuur (Mongòlia i Federació Russa), que és un indret transregional, situat alhora a Europa i a Àsia, és comptabilitzat aquí a la regió d'Àsia i el Pacífic. *L'obra arquitectònica de Le Corbusier (Alemanya, Argentina, Bèlgica, França, Índia, Japó i Suïssa), que és un indret transregional, situat alhora a Europa, Àsia i Llatinoamèrica, és comptabilitzat aquí a la regió d'Europa i Nord-amèrica. |

### Estats amb més béns declarats Patrimoni de la Humanitat (2024)
Estats amb un mínim de 15 béns inscrits a la llista la UNESCO.

### Llistes del Patrimoni de la Humanitat per continents
- Àfrica
- Amèrica
- Àsia i Oceania
- Europa